# Elise Bauman
Elise Janae Bauman é uma atriz canadense conhecida por seu papel como Laura Hollis na web série Carmilla e como Bunny em Young Badlands.

## Biografia

### Carreira
Bauman começou a trabalhar profissionalmente no teatro desde cedo. Créditos selecionados incluem Crystal Aggregate, e Eleemosynary para Lost & Found Teatro; Mother Goose para Athena Theatre; Sounding Rituals para o festival Open Ears (2007); Mourning Dove, A Christmas Carol, Tales from the Snowy Woods, e Red Lips da Theatre & Company. Em 2009, ela mudou-se para New York City para continuar seus estudos. Lá, ela participou do Circle in the Square Theatre School, em que ela foi lançada como Anya na produção das classes de graduação da The Cherry Orchard, realizada no Circle in the Square Theatre's Broadway Stage.
Elise voltou ao palco mais uma vez em The Skriker da Red One Theatre Collective’s , por Caryl Churchill, que recebeu elogios e foi avaliado em 5 estrelas na Now Magazine. Recentemente, ela co-estrelou em seu primeiro longa-metragem, Almost Adults, dirigido por Sarah Rotella.  Ela atualmente reside em Toronto, onde ela estudou regularmente com Shaun Benson e David Sutcliffe. Elise já trabalhou em cinema e televisão. Bauman também gravou algumas músicas e tem um álbum chamado Ellevation, em parceria com Ellevan.

### Vida pessoal
Bauman é uma pessoa muito reservada e não se sabe muito sobre seus primeiros anos. Ela foi educada em casa durante a maior parte de sua vida. Ela tem anos de experiência de teatro e um fundo musical. Em Março de 2017, a atriz se assumiu bissexual durante uma entrevista com o DailyXtra.

## Filmografia

### Filmes e Televisão
| Ano     | Título                              | Papel                              | Notas                                                                       |
| ------- | ----------------------------------- | ---------------------------------- | --------------------------------------------------------------------------- |
| 2013    | Everything's Gonna Be Pink          | Aluna de teatro                    | Longa metragem                                                              |
| 2014-16 | Carmilla                            | Laura Hollis                       | Protagonista                                                                |
| 2014    | Worst Thing I Ever Did              | Fallon                             | (Série de TV)                                                               |
| 2014    | Young Badlands                      | Bunny                              | Série                                                                       |
| 2014    | Canadian Star                       | Ela mesma                          | Documentário                                                                |
| 2014    | The Skriker                         | Girl skriker                       | Red one theatre                                                             |
| 2015    | Face the Music                      | Amanda                             | Série                                                                       |
| 2016    | Almost Adults                       | Mackenzie                          | Protagonista; longa metragem                                                |
| 2016    | Below Her Mouth                     | Bridget                            | Longa metragem                                                              |
| 2016    | Slasher                             | Elise                              | Episódio: "Soon Your Own Eyes Will See"                                     |
| 2017    | The Carmilla Movie                  | Laura Hollis                       | Protagonista; longa metragem                                                |
| 2017    | Mandy Mayhem's Rapping with Actor   | Ela mesma                          | Episódio: "Elise Bauman"                                                    |
| 2017    | FOMO                                | Kris Ducksworth                    | Curta metragem                                                              |
| 2017    | Murdoch Mysteries                   | Abigail Liston                     | Episódio: "The Accident"                                                    |
| 2017    | The Inherent Traits of Connor James | Matilda                            | Curta metragem                                                              |
| 2017    | Becoming Burlesque                  | Becca                              | Filme                                                                       |
| 2018    | Paper Crane                         |                                    | Protagonista; curta metragem                                                |
| 2018    | O Conto da Aia                      | Jenny                              | Participação; Episódio: "First Blood"                                       |
| 2018    | Frankie Drake Mysteries             | Muriel Woods                       | Episode: "50 Shades of Greyson"                                             |
| 2018    | 90/91                               | Mercedes                           | Curta metragem; pós produção                                                |
| 2018    | Bite and smile                      | Diretora, co-escritora e produtora | Curta metragem                                                              |
| 2019    | Mary Kills People                   | Bronwyn                            | Episódios: "No Happy Endings" , "Wolf, Meet Henhouse" e "A Goddamned Saint" |

### Videoclipes
| Ano  | Título             | Artista           | Notas    |
| ---- | ------------------ | ----------------- | -------- |
| 2016 | "Coming On Strong" | Jane's Party      | Garota   |
| 2018 | "Keep Going"       | Ellevan           | Diretora |
| 2018 | "Time Tells"       | Kaitlyn Alexander | Diretora |
| 2018 | "Shine On"         | Ghost Caravan     | Diretora |

### Música
| Ano  | Título                                  | Artista                | Álbum       | Notas     |
| ---- | --------------------------------------- | ---------------------- | ----------- | --------- |
| 2016 | "Do You"                                | Elise Bauman x Ellevan | -           | Bandcamp] |
| 2016 | "Make Time                              | Elise Bauman x Ellevan | -           | Bandcamp] |
| 2016 | "Ego"                                   | Elise Bauman x Ellevan | Ellevation  | Bandcamp] |
| 2016 | "More"                                  | Elise Bauman x Ellevan | Elllevation | Bandcamp] |
| 2016 | "A Message From a Jazz Bar in New York" | Elise Bauman x Ellevan | Ellevation  | Bandcamp] |
| 2016 | "Came Along"                            | Elise Bauman x Ellevan | Ellevation  | Bandcamp] |
| 2016 | "Thank You and Good Night"              | Elise Bauman x Ellevan | Ellevation  | Bandcamp] |
| 2017 | "Watch Your Mouth"                      | Elise Bauman x Ellevan | -           | Bandcamp] |
| 2018 | "Move"                                  | Elise Bauman x Ellevan | -           | Bandcamp] |

## Premiações
| Ano  | Prêmio                       | Categoria             | Resultado |
| ---- | ---------------------------- | --------------------- | --------- |
| 2015 | AfterEllen Visibility Awards | Best Lesbian/Bi Ally  | Venceu    |
| 2018 | Canadian Screen Awards       | Audience Choice Award | Venceu    |
| 2018 | Diva Awards                  | Rising Star           | Indicado  |